# Euchlora
Euchlora, monotipski biljni rod iz porodice mahunarki smješten u tribus Crotalarieae, dio potporodice Faboideae. Jedina vrsta je 
gomoljasti geofit E. hirsuta, endem Južne Afrike iz provincija Northern Cape i Western Cape gdje je vernakularno poznata kao noorsbal.
Rod je opisan u Enum. 171. 1836.

## Sinonimi
- Microtropis E.Mey.; Comm. Pl. Afr. Austr.: 65 (1836), nom. superfl., nom. rejic.
- Crotalaria serpens E.Mey.; Linnaea 7: 153 (1832)
- Euchlora serpens (E.Mey.) Eckl. & Zeyh.; Enum. Pl. Afric. Austral.: 171 (1836)
- Leobordea hirsuta (Thunb.) B.-E.van Wyk & Boatwr.; Taxon 60(1): 174 (2011)
- Lotononis hirsuta (Thunb.) D.Dietr.; Syn. Plant. 4: 960 (1847)
- Lotononis hirsuta (Thunb.) Schinz; Bull. Herb. Boissier 7: 33 (1898), isonym
- Lotononis serpens (E.Mey.) R.Dahlgren; Bot. Notiser, cxvii. 375 (1964)
- Microtropis hirsuta E.Mey.; Comm. Pl. Afr. Austr. 65 (1836)
- Ononis hirsuta Thunb.; Prod. Pl. Cap. 129 (1800)
- Rafnia axillaris Willd. ex Walp.; Linnaea 13: 505 (1840), nomen